# Държавна филхармония – Шумен
Държавната филхармония (или „Симфониета“) е симфоничен оркестър в Шумен, създаден през 1954 г.

## История
Първите опити за създаване на класически оркестър датират от средата на ХІХ век През 1848 – 1849 г. група унгарските емигранти се установяват в Шумен. През 1850 г. под ръководството на един от тях, Михай Шафран, те създават свой оркестър. Една година по-късно, със съдействието на заможния търговец Анастас Хаджи Стоянов, Шафран основава нов оркестър, в който участват 12 местни младежи. Ансамбълът съществува до 1860 г., когато Шафран напуска Шумен. Репертоарът му включва маршове, полки, мазурки, полонези и откъси от опери на прочути италиански и немски композитори.
Сред най-добрите ученици на Михай Шафран е Добри Войников – възрожденски учител, писател-драматург, общественик и журналист, музикален и театрален деец. През 1859 г. Добри Войников създава първият ученически оркестър в Шумен. Диригент е Анастас Стоянов, племенник на Добри Войников и баща на композиторите Андрей Стоянов и Веселин Стоянов.
След Освобождението диригентът Коста Дюкмеджиев основава музикално дружество „Гусла“. Под негово ръководство и инициатива през следващите петдесет години действат камерни, оперетни и струнни състави. Дюкмеджиев поставя и първият оперетен спектакъл в България през 1911 година. Независимо от големия им брой до 40-те години на ХХ век оркестрите в Шумен не успяват да надскочат рамките на любителското музициране. Съставите са малки и липсват достатъчно добре подготвени музиканти. За развитието на музикалното изкуство в Шумен особена заслуга има и Веселин Спиров, който през 1934 г. открива частна цигулкова школа.
Първият модерен симфоничен оркестър в Шумен се създава през есента на 1941 г. под ръководството на Владимир Василев – преподавател по музика в Учителския институт. На 23 ноември 1942 г. в читалище „Добри Войников“ под неговото диригентство е първия симфоничен концерт с участието на местни музиканти. През 1946 г. е създаден нов общоградски оркестър с диригенти Велико Дюкмеджиев и капелмайстора капитан Павловски, заместен от Мирко Каравасилев. В началото на 1949 г. се осигуряват сравнително по-благоприятни условия за работа – репетиционна зала и субсидия от общината. Гостуват солистите Петър Христосков, Леон Сурожон, Владимир Аврамов, Недялка Симеонова и други.
През 1954 г. оркестърът придобива статут на държавен културен институт. Първият концерт на Държавна филхармония – Шумен се дирижира от Васил Стефанов, а солист е Панчо Владигеров. Програмата включва: Бетовен – Симфония № 1, П. Владигеров – Концерт за пиано и оркестър № 3, Веселин Стоянов – Обреден танц.
Сред ръководителите на оркестъра са: Иван Вульпе, Никола Казасов, Филип Ламбев, Илия Темков, Димитър Караминков, Врам Чифчиян.
Сред гост-диригентите са: Саша Попов, Добрин Петков, Константин Илиев, Влади Симеонов, Васил Казанджиев, Емил Табаков и др.
Солисти на оркестъра са: Антон Диков, Милена Моллова, Иван Дреников, Йовчо Крушев, Анатоли Кръстев, Георги Черкин, Йосиф Радионов, Гинка Гичкова, Евгения-Мария Попова, Людмил Ангелов, Светлин Русев, Пламена Мангова, Виктор Чучков, Румен Дойков, Лидия Ошавкова, Атанас Куртев, Николай Евров, Арон Аронов, Христина Ангелакова, Калуди Калудов, Людмила Хаджиева, Минчо Минчев, Филип Павлов, Стойка Миланова, Михаил Петухов /Русия/,
Съставът участва и в Международния конкурс за пианисти и цигулари „Панчо Владигеров“. Също така организира майсторски диригентски курсове и семинари с международно участие.
Държавна филхармония – Шумен поддържа богат репертоар от различни стилове и жанрове. Осъществени са многократно първи изпълнения на произведения от български композитори.
Филхармония – Шумен е осъществила гастроли в Германия, Австрия, Италия, Беларус, Гърция, Испания, Швейцария, Монако, Република Корея.